# Filmes de 1943 da Monogram Pictures

## Filmes do ano
| Título                           | Estrelado por      | Dirigido por     | Gênero   |
| -------------------------------- | ------------------ | ---------------- | -------- |
| Black Market Rustlers            | The Range Busters  | S. Roy Luby      | Faroeste |
| Blazing Guns                     | The Trail Blazers  | Robert Tansey    | Faroeste |
| Bullets and Saddles              | The Range Busters  | Anthony Marshall | Faroeste |
| Campus Rhythm                    | Gale Storm         | Arthur Dreifuss  | Musical  |
| Clancy Street Boys               | The East Side Kids | William Beaudine | Comédia  |
| Cosmo Jones in the Crime Smasher | Frank Graham       | James Tinling    | Suspense |
| Cowboy Commandos                 | The Range Busters  | S. Roy Luby      | Faroeste |
| Death Valley Rangers             | The Trail Blazers  | Robert Tansey    | Faroeste |
| Ghosts on the Loose              | The East Side Kids | William Beaudine | Comédia  |
| Haunted Ranch                    | The Range Busters  | Robert Tansey    | Faroeste |
| Here Comes Kelly                 | Eddie Quillan      | William Beaudine | Comédia  |
| I Escaped from the Gestapo       | Dean Jagger        | Harold Young     | Suspense |
| Kid Dynamite                     | The East Side Kids | Wallace Fox      | Comédia  |
| Land of Hunted Men               | The Range Busters  | S. Roy Luby      | Faroeste |
| Melody Parade                    | Mary Beth Hughes   | Arthur Dreifuss  | Musical  |
| Mr. Muggs Steps Out              | The East Side Kids | William Beaudine | Comédia  |
| Nearly Eighteen                  | Gale Storm         | Arthur Dreifuss  | Comédia  |
| Outlaws of Stampede Pass         | Johnny Mack Brown  | Wallace Fox      | Faroeste |
| Revenge of the Zombies           | John Carradine     | Steve Sekely     | Terror   |
| Sarong Girl                      | Ann Corio          | Arthur Dreifuss  | Musical  |
| Silent Witness                   | Frank Albertson    | Jean Yarbrough   | Drama    |
| Silver Skates                    | Kenny Baker        | Leslie Goodwins  | Musical  |
| Six-Gun Gospel                   | Johnny Mack Brown  | Lambert Hillyer  | Faroeste |
| Smart Guy                        | Rick Vallin        | Lambert Hillyer  | Drama    |
| Spotlight Scandals               | Billy Gilbert      | William Beaudine | Musical  |
| Spy Train                        | Richard Travis     | Harold Young     | Drama    |
| The Ape Man                      | Bela Lugosi        | William Beaudine | Terror   |
| The Ghost Rider                  | Johnny Mack Brown  | Wallace Fox      | Faroeste |
| The Law Rides Again              | The Trail Blazers  | Alan James       | Faroeste |
| The Mystery of the 13th Guest    | Dick Purcell       | William Beaudine | Suspense |
| The Stranger from Pecos          | Johnny Mack Brown  | Lambert Hillyer  | Faroeste |
| The Texas Kid                    | Johnny Mack Brown  | Lambert Hillyer  | Faroeste |
| The Unknown Guest                | Victor Jory        | Kurt Neumann     | Suspense |
| Two-Fisted Justice               | The Range Busters  | Robert Tansey    | Faroeste |
| Wild Horse Stampede              | The Trail Blazers  | Alan James       | Faroeste |
| Wings Over the Pacific           | Edward Norris      | Phil Rosen       | Ação     |
| You Can’t Beat the Law           | Edward Norris      | Phil Rosen       | Drama    |

## Galeria

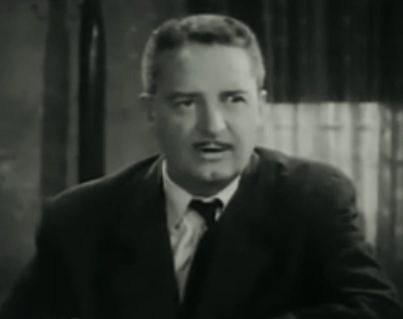
Bryant Washburn em The Law Rides Again, segundo faroeste dos Trail Blazers
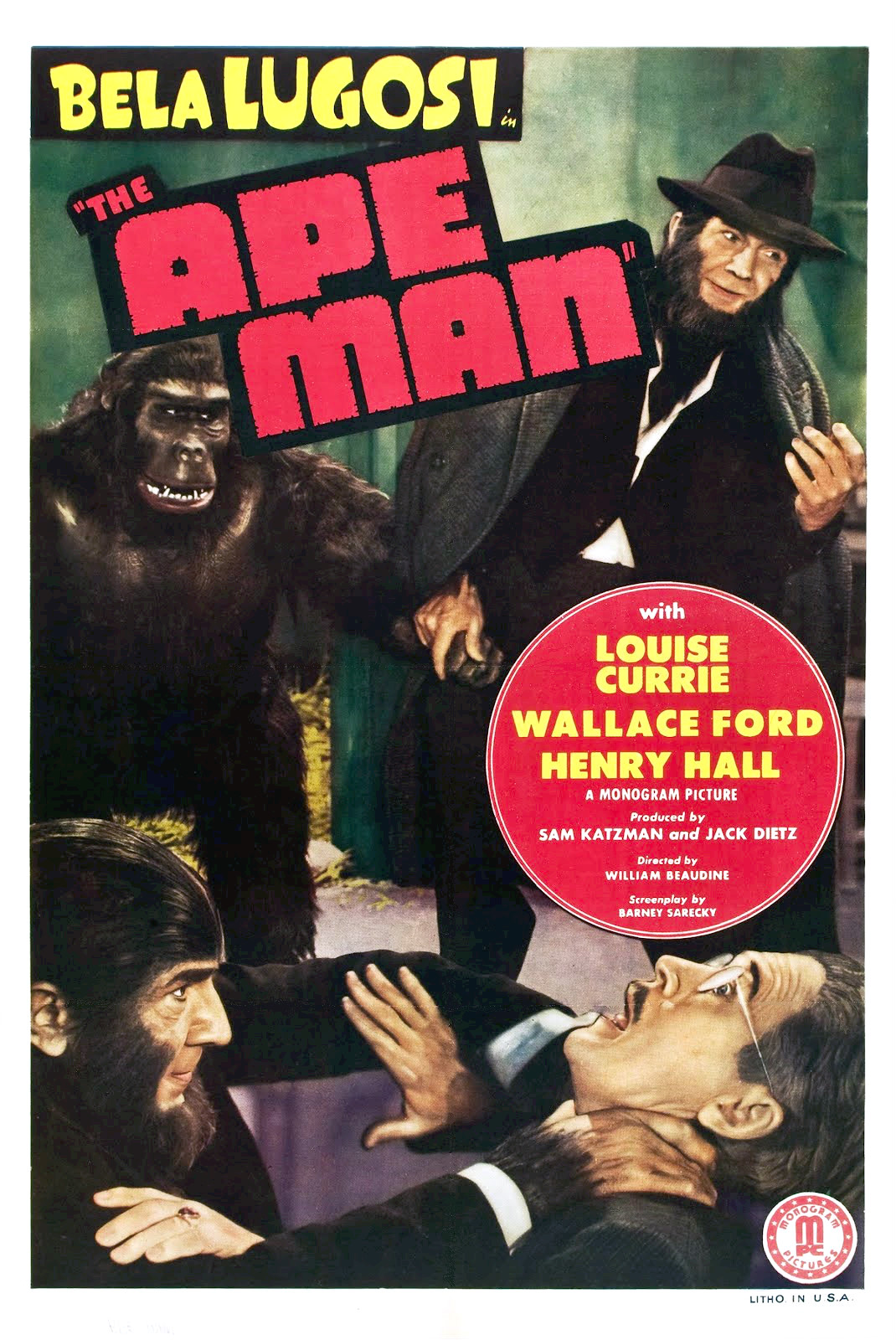
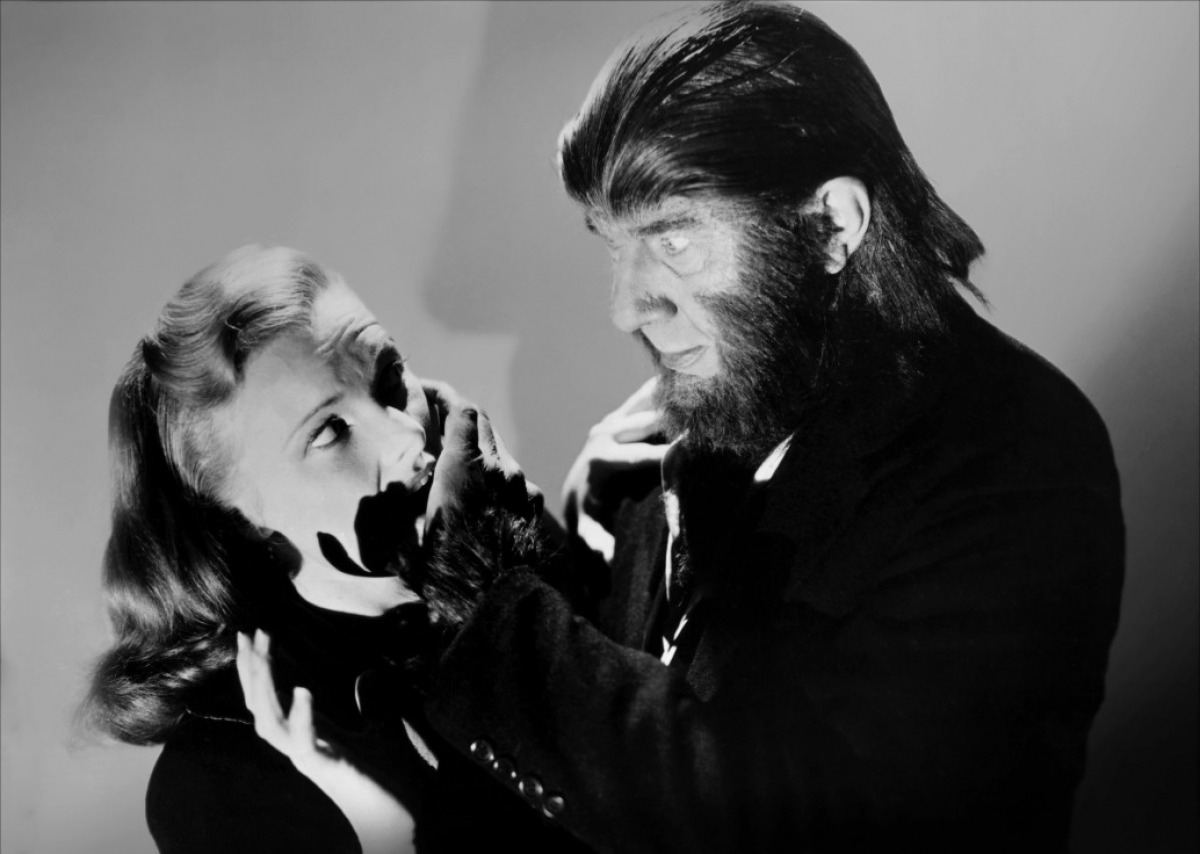
Louise Currie e Bela Lugosi em The Ape Man, um dos onze filmes do ator na Monogram